# Морилов, Николай Сергеевич
Никола́й Серге́евич Мори́лов (11 августа 1986, Пермь) — российский лыжник, бронзовый призёр Олимпийских игр 2010 года в командном спринте свободным стилем (вместе с Алексеем Петуховым), двукратный призёр чемпионатов мира.
Николай Морилов дебютировал на международной арене в декабре 2003 года в континентальном кубке. На юниорском чемпионате мира 2004 года в норвежском городе Стрюне он выиграл две бронзы: на 10 км и в эстафете. В декабре 2004 года в швейцарском Берне он впервые принял участие в Кубке мира. Завоевал две медали на FIS Nordic World Ski Championships, в 2007 году в Саппоро серебряную в командном спринте (с Василием Рочевым мл.), и бронзу в Либереце в индивидуальном спринте в 2009 году.
В олимпийском сезоне—2010 в Дюссельдорфе одержал свою первую победу на этапе Кубка мира вместе с Алексеем Петуховым в спринтерской эстафете. В этом же году в Рыбинске одержал личную победу в спринте. И в спринтерской эстафете (с Алексем Петуховым) они вновь выиграли.
Первый российский лыжник, поднявшийся на 2 место Кубка мира сезона 2011/2012 в спринтерском зачёте. Специализация — спринтер.
- Тренеры — Морилова Алевтина Анатольевна, Морилов Сергей Геннадьевич.
- Первый тренер — Алевтина Анатольевна (мать).

Сестра Наталья Коростелёва — член сборной команды России по лыжным гонкам, бронзовый призёр Олимпийских игр в Ванкувере-2010 в командном спринте свободным стилем (вместе с Ириной Хазовой).

### Статистика выступлений на Кубке Мира
| 2012/2013 | Елливаре       | Куусамо   | Куусамо | Куусамо | Квебек | Квебек    | Квебек | Кэнмор    | Кэнмор | Либерец | Сочи | Сочи  | Давос | Лахти | Драмен | Спринтерский зачет | Спринтерский зачет |
| 2012/2013 | 4x7.5 Эстафета | С Кл Квал | С Кл    | 10 Св   | КС Св  | С Св Квал | С Св   | С Св Квал | С Св   | КС Св   | С Св | КС Кл | С Кл  | С Св  | С Кл   | Очков              | Место              |
| 2012/2013 | 8              | 12        | 18      | DNS     | 8      | 16        | 26     | 18        | 19     | 1       | 11   | 19    | 18    | 9     | 31     | 106                | 18                 |

| 2011/2012 | Куусамо   | Куусамо | Куусамо | Куусамо | Куусамо | Дюссельдорф | Дюссельдорф | Давос     | Давос | Рогла     | Рогла | Оберхоф | Оберхоф | Оберсдорф | Оберсдорф | Оберсдорф | Тоблах | Тоблах    | Тоблах | Тоблах   | Милан     | Милан | Милан | Отепя     | Отепя | Москва    | Москва | Шклярска-Поремба | Шклярска-Поремба | Лахти     | Лахти | Драммен   | Драммен | Стокгольм | Стокгольм | Фалун  | Спринтерский зачет | Спринтерский зачет |
| 2011/2012 | С Кл Квал | С Кл    | 10 Св   | 15 Кл   | Итог    | С Св Квал   | С Св        | С Св Квал | С Св  | С Св Квал | С Св  | 3.75 Св | 15 Кл   | С Кл Квал | С Кл      | 10+10 Ск  | 5 Кл   | С Св Квал | С Св   | 35 км Св | С Св Квал | С Св  | КС Св | С Кл Квал | С Кл  | С Св Квал | С Св   | С Св Квал        | С Св             | С Кл Квал | С Кл  | С Св Квал | С Св    | С Кл Квал | С Кл      | 3.3 Св | Очков              | Место              |
| 2011/2012 | 121       | 121     | 44      | 46      | 49      | 34          | 34          | 5         | 6     | 1         | 2     | 8       | 51      | 7         | 3         | 56        | 63     | 4         | 1      | DNS      | 15        | 4     | 1     | 20        | 28    | 24        | 4      | 6                | 2                | 9         | 8     | 19        | 8       | 6         | 6         | DNS    | 494                | 2                  |

| 2009/2010 | Куусамо   | Куусамо | Дюссельдорф | Дюссельдорф | Дюссельдорф | Давос     | Давос | Рогла     | Рогла | Отепя     | Отепя | Рыбинск   | Рыбинск | Рыбинск | Ванкувер ОИ-2010 | Ванкувер ОИ-2010 | Ванкувер ОИ-2010 | Драммен   | Драммен | Осло      | Осло | Стокгольм | Стокгольм | Фалун | Фалун | Фалун | Фалун      | Спринтерский зачет | Спринтерский зачет |
| 2009/2010 | С Кл Квал | С Кл    | С Св Квал   | С Св        | КС Св       | С Св Квал | С Св  | С Кл Квал | С Кл  | С Кл Квал | С Кл  | С Св Квал | С Св    | КС Св   | С Кл Квал        | С Кл             | КС Св            | С Кл Квал | С Кл    | С Св Квал | С Св | С Кл Квал | С Кл      | 3.3 К | 20 П  | 15 Св | 40 км Итог | Очков              | Место              |
| 2009/2010 | 3         | 12      | 5           | 6           | 1           | 26        | 7     | DNS       | DNS   | 31        | 31    | 1         | 1       | 1       | 23               | 26               | 3                | 6         | 17      | 21        | 4    | 9         | 11        | 41    | 40    | 37    | 36         | 286                | 8                  |

## Интересные факты
На Олимпийских играх 2010 года в Ванкувере Наталья Коростелёва и её младший брат Николай Морилов выиграли бронзовые медали в женском и мужском командном спринте свободным стилем в один день, более того — Морилов выиграл свою медаль спустя всего лишь полчаса после успеха сестры.

## Награды и звания
- Медаль ордена «За заслуги перед Отечеством» II степени (5 марта 2010 года) — за большой вклад в развитие физической культуры и спорта, высокие спортивные достижения на Играх XXI Олимпиады 2010 года в Ванкувере[2]
- Заслуженный мастер спорта России (2010)[3]
- Медаль «За воинскую доблесть» II степени (Минобороны, 2017)[4].